# I liga seria A polska w piłce siatkowej kobiet (1991/1992)
I liga seria A polska w piłce siatkowej kobiet 1991/1992 – 56. edycja rozgrywek o mistrzostwo polski w piłce siatkowej kobiet.

## Drużyny uczestniczące
| | I liga seria A1991/1992 |   |      |
| --- | ----------------------- | - | ---- |
| BIE | BKS Stal Bielsko-Biała  | 1 | PEMK |
| GDA | Gedania Gdańsk          | 2 |      |
| SŁU | Czarni Słupsk           | 3 | PEZP |
| KRA | Wisła-Hortex Kraków     | 4 |      |
| KAT | Kolejarz Katowice       | 5 |      |
| MIL | Płomień Milowice        | 6 |      |
| | Awans z I ligi seria B  |   |      |
| WAR | Polonez Warszawa        |   |      |
| MIE | Stal Mielec             |   |      |
| Oznaczenia: - kolumna pierwsza – skróty nazw drużyn wpisane na mapie (jeśli ta została zamieszczona), - kolumna trzecia – miejsce zajęte przez daną drużynę w poprzednim sezonie. |                         |   |      |

## Klasyfikacja końcowa
| Miejsce | Drużyna                |
| ------- | ---------------------- |
| 1.      | Czarni Słupsk          |
| 2.      | BKS Stal Bielsko-Biała |
| 3.      | Stal Mielec            |
| 4.      | Wisła-Hortex Kraków    |
| 5.      | Kolejarz Katowice      |
| 6.      | Gedania Gdańsk         |
| 7.      | Polonez Warszawa       |

     spadek do serii B